# 名醫類案
名醫類案是一部明代醫案著作。十二卷。江瓘編輯，其子應宿增補。成書于1552年。后經清乾隆年間魏之琇等重校，即今流通本。
全書集錄明嘉靖以前歷代名醫治案，按病證分類編纂。分205門，包括外感傷寒溫病及其他內科雜病、外、婦、兒科等多種病證，病案記錄較詳，辨證、方藥亦較妥當，并附編者按語及其治案。《四庫全書總目》謂其“可為法式者固之八九。”是我國第一部以疾病種類編纂的大型醫案專著，不僅對歷代臨床醫家有較大的指導作用而且對醫案學的發展亦有十分重要的意義。現存明刻本、日刻本、多種清刻本、《四庫全書》本等。1949年后有影印本。